# Philosina alba
Philosina alba – gatunek ważki z rodziny Philosinidae. Występuje na nielicznych stanowiskach w południowo-wschodnich Chinach (prowincje Guangdong i Hajnan); jedno stwierdzenie odnotowano też w Laosie.